# Łotewska Opera Narodowa i Balet

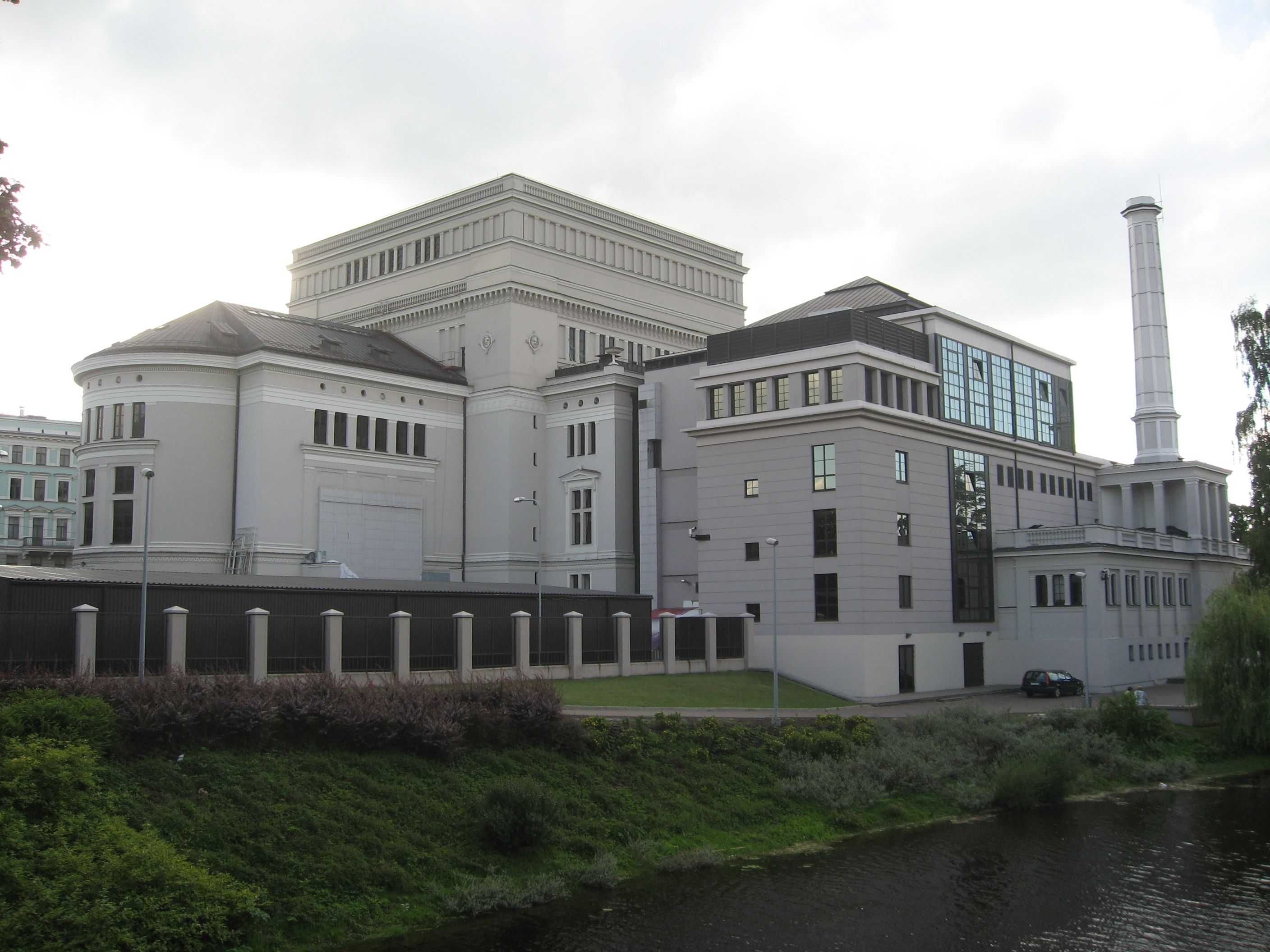
Po prawej dobudowana część budynku opery

Łotewska Opera Narodowa i Balet (łot. Latvijas Nacionālā opera un balets) – gmach łotewskiej opery narodowej usytuowany w stolicy Łotwy Rydze.

## Historia
Kiedy w 1856 architekci Otto Dietze i Johann Daniel Felsko projektowali nowe centrum Rygi, na budowę gmachu nowego teatru miejskiego wybrali jedno z najbardziej znaczących miejsc na terenie miasta, w pobliżu kanału miejskiego, na terenie byłego bastionu. W 1860 projekt petersburskiego architekta Ludwiga Bohnstedta został uznany za najlepszy dla nowego teatru w Rydze i według niego w stylu neoklasycystycznym zbudowano w latach 1860–1863 gmach teatru. Budynek został otwarty w 1863 i pierwotnie funkcjonował w nim Teatr Niemiecki (do 1914), następnie Teatr Miejski (w latach 1914–1919). Od 1919 w tym budynku mieści się Łotewska Opera Narodowa.
16 czerwca 1882 budynek spłonął i został odbudowany w latach 1882–1887 pod kierunkiem głównego architekta Rygi Reinholda Schmaelinga, zgodnie z oryginalnym projektem Bohnstedta.
Autorem projektu przebudowy i renowacji teatru trwającej w latach 1991–1995 był architekt Imants Jākobsons, łącznie z architektem Jurisem Gertmanisem. Obejmowała ona renowację budynku wraz z widownią, holami, garderobami, klatkami schodowymi, oraz remont sceny.
W 2001 dobudowano nową część mieszczącą nowoczesną salę z 300 miejscami siedzącymi.